# Гилис, Янис Степанович
Янис Степанович Гилис (латыш. Jānis Gilis; 27 апреля 1943, СССР — 13 сентября 2000, Рига) — советский и латвийский футболист и футбольный тренер. Первый тренер сборной Латвии с момента обретения независимости в 1991 году.

## Карьера
В 1960-е годы Янис Гилис играл за клубы из Латвийской ССР, выступавшие во второй лиге чемпионата СССР и в чемпионате Латвийской ССР — РЭЗ (Рига), СКА (Рига), «Даугава-РЭЗ», «Звейниекс» и «Лиелупе».
С конца 1960-х годов на тренерской работе, тренировал «Лиелупе». В 1970-х был ассистентом Вадима Ульберга в клубе «Даугава-РЭЗ». В 1980-х работал в «Рижской футбольной школе», в начале 1990-х возглавлял резервный состав клуба «Пардаугава».
В 1991 году, как один из наиболее опытных тренеров в республике, стал главным тренером сборной Латвии, возглавлял сборную по октябрь 1997 года.
Первая игра под руководством Гилиса — товарищеский матч против сборной Румынии состоялся 8 апреля 1992 года на стадионе «Генча» в Бухаресте. В этой игре подопечные Гилиса уступили 2:0.
Всего под руководством Гилиса сборная Латвии в рамках товарищеских матчей, отборочных турниров к ЧМ и ЧЕ а также в Кубке Балтии сыграла 61 игру, в которых 17 побед, 11 ничьих и 33 поражения.
Одна из наиболее примечательных игр сборной Латвии того периода — матч отборочного турнира на ЧМ 94, состоявшийся 26 августа 1992 года на стадионе «Даугава» в Риге, где Латвия добилась ничейного результата 0:0 со сборной Дании, для которой это была первая официальная игра в статусе победителя ЧЕ 92.
После сборной Гилис работал с клубами «Металлург» (Лиепая) и ФК «Рига».
Сын Яниса Гилиса — Гинтс Гилис, также футболист, под руководством отца сыграл 5 матчей за сборную Латвии.